# Aphis clinopodii
Aphis clinopodii är en insektsart. Aphis clinopodii ingår i släktet Aphis och familjen långrörsbladlöss. Inga underarter finns listade i Catalogue of Life.